# Phyllonorycter turanica
Phyllonorycter turanica är en fjärilsart som först beskrevs av Aleksey Maksimovich Gerasimov 1931.  Phyllonorycter turanica ingår i släktet guldmalar, och familjen styltmalar.
Artens utbredningsområde är:
- Afghanistan.
- Iran.
- Kazakstan.
- Armenien.
- Azerbajdzjan.
- Turkmenistan.
- Uzbekistan.

Inga underarter finns listade i Catalogue of Life.